# Alberto Spiazzi
Alberto Spiazzi (Verona, 10 febbraio 1958) è un costumista italiano, vincitore del Nastro d'argento.

## Biografia
Studi artistici come formazione culturale, nella sua città natale terminati gli studi diventa allievo di Sylvano Bussotti. Nel 1980 si trasferisce a Roma dove inizia a lavorare con il suo maestro, Piero Tosi, del quale negli anni diventerà stretto collaboratore. Oltre a Tosi la sua formazione prosegue con Gabriella Pescucci e Danilo Donati. Il suo esordio come costumista cinematografico avviene con Pupi Avati nela prima metà degli anni ottanta.

## Carriera

### Cinema
- Noi tre, regia di Pupi Avati (1984)
- Festa di laurea, regia di Pupi Avati (1985)
- L'estate stregata, regia di Ivan Passer (1988)
- La villa del venerdì, regia di Mauro Bolognini (1991)
- Le faremo tanto male, regia di Pino Quartullo (1998)
- Un tè con Mussolini, regia di Franco Zeffirelli (1999)
- Sud Side Stori, regia di Roberta Torre (2000)
- Callas Forever, regia di Franco Zeffirelli (2002)
- Mare nero, regia di Roberta Torre (2006)

### Televisione
- Occhi verde veleno (2001)
- Il morso del serpente, regia di Luigi Parisi (2001)
- Empire, regia di John Gray e Kim Manners (2005)
- La sacra famiglia, regia di Raffaele Mertes (2006)
- Un Natale per due, regia di Giambattista Avellino (2011)
- Mai per amore (2012)

## Premi e riconoscimenti
- British Academy Film Awards
  - 2000 - Candidatura ai migliori costumi per Un tè con Mussolini

- Nastro d'argento
  - 2000 - Migliori costumi per Un tè con Mussolini
  - 2003 - Candidatura ai migliori costumi per Callas Forever

- Ciak d'oro
  - 1986[2] - Candidatura ai migliori costumi per Festa di laurea
  - 1999[3] - Candidato ai migliori costumi per Un tè con Mussolini
  - 2003[4] - Candidatura ai migliori costumi per Callas Forever

- Premio Cinearti La chioma di Berenice
  - 2000 - Migliori costumi per Un tè con Mussolini

- Premio Goya
  - 2003 - Candidatura ai migliori costumi per Callas Forever